# Murillo Gurgel Valente
Murillo Gurgel Valente (* 3. November 1927 in Rio de Janeiro)  ist ein ehemaliger brasilianischer Diplomat.

## Leben
Murillo Gurgel Valente ist der Sohn von Maria José Gurgel Valente und Mozart Gurgel Valente.
Seine Brüder sind Maury Gurgel Valente und Mozart Gurgel Valente Júnior. Er ist mit Roseny Gurgel Valente verheiratet; sie haben drei Töchter.
Valente studierte am Rio-Branco-Institut. 1952 schloss er ein Studium der Rechtswissenschaft an der Universidade Federal do Rio de Janeiro und 1967 ein Studium am Superior Coll of Brazil ab. Im Jahr 1952 trat Valente in den auswärtigen Dienst und wurde Gesandtschaftssekretär dritter Klasse in Ottawa. 
Von 1969 bis 1970 war er Gesandtschaftsrat beim Büro der Vereinten Nationen in Genf. Anschließend wurde er von 1971 bis 1973 als Generalkonsul nach Los Angeles versetzt, dem dann bis 1979 eine Berufung als Botschafter in Dschidda (Saudi-Arabien) folgte, wobei er von 1973 bis 1975 gleichzeitig in Kuwait und von 1975 bis 1979 in Manama (Bahrain) und Abu Dhabi akkreditiert war. Schließlich wurde er noch vom 4. Februar 1980 bis zum 28. März 1987 als Botschafter in Singapur und vom 28. März 1987 bis zum 9. Juli 1992 in Oslo und Reykjavík eingesetzt.